# Домініка Кроіс
Домініка Анна Кроіс (пол. Dominika Anna Krois, нар. 1972) — польська державна діячка та дипломат, Постійни представник Польщі в Офісі ООН у Відні (2019—2024).

## Біографія
Домініка Кроіс народилась в 1972 році. Навчалась на юридичному факультеті у Ягеллонському університеті та отримала ступінь доктора філософії цього ж університету в 2006 р. захистивши дисертацію Міжнародно-правові інструменти проти корупції . Вона також навчалася у Віденській дипломатичній академії .Окрім польської, Домініка вільно володіє англійською, французькою та німецькою мовами. Також вона спілкується хорватською, іспанською та російською мовами.

## Діяльність
У 1999 році Домініка Кроіс перейшла працювати до Міністерства закордонних справ Польщі. Вона працювала другим секретарем з питань ЄС у посольстві в Берліні (2001—2005), а також першим секретарем, радником та першим радником Постійного представництва Польщі при Офісі ООН та міжнародних організаціях у Відні, відповідалаза питання безпеки, нерозповсюдження, тероризм та офіційна допомога в розвитку (2006—2010). Кроіс також була заступником голови Конференції держав-учасниць Конвенції ООН проти транснаціональної організованої злочинності. У МЗС Кроіс працювала у департаментах Європейського Союзу, правових та договірних питань, та у зовнішньополітичній стратегії та плануванні. Вона працювала членом Європейської служби зовнішньої дії у Представництві ЄС при міжнародних організаціях у Відні (2011—2015), а також координатором відносин з ОБСЄ, відповідальним за європейську політику безпеки та відносини з країнами Східної Європи (2015—2019). 10 жовтня 2019 року вона була призначена постійним представником Польщі при Відділі ООН та міжнародних організаціях у Відні. Вона розпочала свою місію в листопаді 2019 року.